# Ariete C-1
 Ariete C-1 je talijanski glavni borbeni tenk. Ariete je ne baš uspješan pokušaj talijanske vojne industrije da se probiju među tenkovsku „elitu“. Tehnička rješenja na Arietu zaostaju za modernim tenkovima zapada (Leopard 2, Leclerc, M1 Abrams, Tip 90). Jedina prednost mu je relativno mala cijena od oko 3 milijuna američkih dolara po tenku.

## Razvoj
Razvoj tenka Ariete počeo je 1984. godine u talijanskim tvrtkama Iveco Fiat i OTO Melara. Prvi prototip je završen 1986. godine, a sljedećih pet probnih primjeraka do 1988. godine. Serijska proizvodnja počela je 1995., a uvođenje u naoružanje dvije godine kasnije. 

## Vatrena moć
Glavno oružje Arieta je 120 mm top s glatkom cijevi dužine 44 kalibra (napravljen po Rheinmetal L44 topu) može ispaljivati sve granate koje su predviđene za M1 Abramsa i Leoparda 2. Top je razvijen u talijanskoj tvrtki OTO Melara. Iz njega se ispaljuju potkalibarni, kumulativni, dimni i osvjetljavajući projektili. Borbeni komplet se sastoji od 15 granata smještenih u kupoli tako da se mogu odmah koristiti i još 27 granata složenih u tijelu tenka. Elevacija topa stabiliziranog u dvije ravni je od -9° do +20°. Sistem za upravljanje paljbom (SUP) Officine Galileo TURMS se sastoji od zapovjednikove stabilizirane panoramske dnevno/noćne sprave, ciljanički stabilizirane optičke sprave, termovizijske kamere, laserskog daljinomjera, meteorološkog senzora, indikatora istrošenosti cijevi i balističkog računala. Stabilizacija topa i kupole obavlja se uz pomoć elektro-hidrauličkog sustava što je zastarjelo rješenje. 
Kalibar spregnute strojnice MG 42/59 je 7,62 mm, a na krovu se nalazi još jedna strojnica istog kalibra. Na svakoj strani kupole postavljena su po četiri bacača Galix kalibra 80 mm iz kojih se lansiraju osvjetljavajuće granate ECL, dimne granate FUM, granate LACRY punjene CS plinom, AP-DR protupješačke granate, AP-TCP "flash-bang" (šok) granate i LEUR IR projektili za ometanje raketa s IC vođenjem.

## Oklopna zaštita
Ariete koristi kombinaciju višeslojnog (sendvič) oklopa i homogenog čelika. Tijelo i kupola tenka napravljeni su od pancirnog čelika. Posebno ugroženi dijelovi tenka, kao što su prednja strana tijela i čeoni dio kupole, ojačani su sendvič oklopom nepoznate konstrukcije. Na podu tenka nalazi se otvor za napuštanje tenka. Tenk je opremljen uređajem za NKB zaštitu Sekur kao i automatskim protupožarnim sustavom. Na prednjoj strani kupole nalazi se signalizator laserskog zračenja Marconi SpA RALM koji pokriva svih 360 stupnjeva oko vozila.

## Pokretljivost
Ariete za pogon koristi dvanaestocilindrični turbopunjivi Dieselov motor Iveco V-12 MTCA, snage 956 kW (1300 KS) pri 2300 okretaja u minuti. Automatska hidromehanička transmisija ZF LSG3000 ima četiri stupnja prijenosa za kretanje naprijed i dva za kretanje nazad. Maksimalna brzina je solidnih 65 km/h, a omjer snage i težine 23,5 ks/t.

## Korisnici
- Italija - 200